# Cseh László (költő)
Szentkatolnai Cseh László (1753 – Bölcske, 1824. január 26.) királyi tanácsos, költő.

## Élete
1778-ban Szatmár megyében főszolgabíró volt, és 1810–1822 közt mint Tolna megye alispánja szolgált. I. Ferenc 1811-ben királyi tanácsosi címmel ruházta fel.
Nemcsak a hivatali pályán szorgoskodott, hanem a költészet terén is próbára tette tehetségét. Művészi ambícióját Becsky Franciskától született idősebb fia, Ignác (1781-1830) - Tolna vármegye tiszteletbeli aljegyzője, főszolgabírája, főjegyzője, végül másodalispánja - örökölte. Ignácon kívül még két gyermeke született Cseh Lászlónak: Ferenc és Júlia.

## Munkái
- Ill. dno comiti Francisco Győry de Radvány I. com. Tolnensis supremi comitis officii administratori gratiosissimo dum benigne collatum adiret. Budae, 1822. (Költemény.)
- Eccloga Exc. ill. ac rev. dno Petro Klobusiczky de eadem, archi episcopo Colocensi… affectus veteranae amicitiae. Uo. 1822. (Költemény.)

Utolsó éveiben is több munkát adott ki, nevének kezdő betűivel jelölve.
Néhány költeménye 1820–24-ből kéziratban megvan az Országos Széchényi Könyvtárban.
Ujesztendei költeménye a Széplit. Ajándékban jelent meg (1824.)